# Ефелтрих
Ефелтрих (њем. Effeltrich) општина је у њемачкој савезној држави Баварска. Једно је од 29 општинских средишта округа Форххајм. Према процјени из 2010. у општини је живјело 2.655 становника. Посједује регионалну шифру (AGS) 9474122.

## Географски и демографски подаци
Ефелтрих се налази у савезној држави Баварска у округу Форххајм. Општина се налази на надморској висини од 303 метра. Површина општине износи 11,9 km². У самом мјесту је, према процјени из 2010. године, живјело 2.655 становника. Просјечна густина становништва износи 223 становника/km².